# فستیوال کروزس
فستیوال کروزس (انگلیسی: Festival Cruises) شرکت گردشگری یونانی است، که در سال ۱۹۹۲ تأسیس شد.